# 王其良
王其良，江苏无锡人。中华人民共和国政治人物、外交官。

## 生平
1965年毕业于华东师范大学外语系英语专业，同年分配到國務院外事辦公室並派往英國進修，先後在伊林技術學院和倫敦大學國王學院學習。他是文革前最後一批留英學生。根據使館的安排，王其良和同學們先去伊林技術學院接受語言培訓，課程是語音語調、口語會話、基本詞匯、英國概況等。王其良學習十分認真，經過半年的學習培訓，收獲很大，為專業學習打下了良好的基礎。接著他和同學們分散到不同的大學學習。王其良分配到倫敦大學國王學院英語與英國文學系，學習形式是聽課、讀書、寫短文。
1998年，担任中华人民共和国驻葡萄牙大使。2000年，接替杨鹤熊，担任中华人民共和国驻丹麦大使。2002年，由甄建国接任。